# Vinteruniversiaden 2009
Vinteruniversiaden 2009 hölls i Harbin, Kina. Idrottande studenter från 44 länder deltog.

## Val av värdort
Det var den 10 januari 2005 som FISU utsåg Harbin till värdort, då man vann över Erzurum, Turkiet. Bara två kandidater fanns.

## Sporter

### Issporter
- Hastighetsåkning på skridskor
- Short track
- Konståkning
- Ishockey
- Curling

### Snösporter
- Alpin skidåkning
- Längdskidåkning
- Backhoppning
- Nordisk kombination
- Freestyle
- Snowboard
- Skidskytte

## Tävlingsanläggningar
Harbin hade nu fått fyra anläggningar för internationella issporttävlingar och fem träningsanläggningar. Bland anläggningarna valdes följande på den officiella webbplatsen:
- Yabuli Olympic Snow Sports Center, omkring 100 kilometer from Harbin
- Heilongjiang University
- Harbin International Conference Exhibition and Sports Center

Anläggningarna användes vid asiatiska vinterspelen 1996 och ingick även i Harbins misslyckade ansökan om att få anordna olympiska vinterspelen 2010.
Det fanns två byar för de aktiva, huvudbyn i Harbin och en andra i Yabuli.

## Medaljligan
| Pl.   | Nation        | Guld | Silver | Brons | Totalt |
| ----- | ------------- | ---- | ------ | ----- | ------ |
| 1     | Kina          | 18   | 18     | 12    | 48     |
| 2     | Ryssland      | 18   | 14     | 19    | 51     |
| 3     | Sydkorea      | 12   | 7      | 9     | 28     |
| 4     | Japan         | 9    | 8      | 3     | 20     |
| 5     | Schweiz       | 7    | 3      | 4     | 14     |
| 6     | Österrike     | 4    | 3      | 2     | 9      |
| 7     | Frankrike     | 2    | 6      | 5     | 13     |
| 8     | Polen         | 2    | 4      | 8     | 14     |
| 9     | Nederländerna | 2    | 1      | 1     | 4      |
| 10    | Sverige       | 2    | 0      | 0     | 2      |
| 11    | Kanada        | 1    | 4      | 1     | 6      |
| 12    | Tjeckien      | 1    | 3      | 5     | 9      |
| 13    | Ukraina       | 1    | 2      | 4     | 7      |
| 14    | Tyskland      | 1    | 2      | 3     | 6      |
| 15    | Israel        | 1    | 0      | 0     | 1      |
| 16    | Finland       | 0    | 2      | 2     | 4      |
| 17    | Slovakien     | 0    | 1      | 2     | 3      |
| 18    | Italien       | 0    | 1      | 1     | 2      |
| 19    | Belarus       | 0    | 1      | 0     | 1      |
| 19    | Norge         | 0    | 1      | 0     | 1      |
| Total | Total         | 81   | 81     | 81    | 243    |

### Fotnoter
1. ↑  ”24th Winter Universiade opens in Harbin” (på engelska). China. 18 februari 2009. http://www.china.org.cn/sports/archives/2009-02/18/content_17299153.htm. Läst 19 juli 2017.